# کوزه بانوی رقصان
کوزه بانوی رقصان یا بطری بانوی رقصان یکی از آثار فلزی به جای مانده از هنر ساسانیان است. روی این کوزهٔ از جنس نقره، زرکوب شده‌است. طرح روی ظرف چهار زن آراسته را در حال پایکوبی و رقص نمایش می‌دهد. این اثر اشاره به جشنواره‌ها و مراسم‌های مذهبی باشکوه و تجملی در دوران ساسانیان دارد.

## شکل ظاهری
این ظرف زینتی دارای شکل کلی تخم مرغی شکل و گرد است که با مهره‌های یک رشته گردنبند شکل در گلوگاه بطری پیراسته شده‌است. بدنه ظرف زرکوب شده‌است. پایین و گردنه کوزه و همچنین پیکره‌های تراشیده شده روی اثر زرکوب نشده‌است. چهار زن رقصنده بر روی کوزه به حالت قدم زنان و صف کشیده در حال رقص هستند. یک پای بانوان بالای زمین و دست هایشان باز می‌باشند. در دستان رقصنده‌ها پرنده و شاخ و برگ درختان است. زنان رقصنده همچنین لباسی بدن نما و چسبان بر تن دارند به طوریکه ضمن پوشاندن بازوهایشان به بدنشان نیز چسبیده‌است. آنها همچنین یک ردای پلیسه دار بر تن دارند که از قسمت آرنج نگاه داشته شده‌است.